# Вінницька птахофабрика
ТОВ «Вінницька птахофабрика» — підприємство агропромислового комплексу (птахофабрика), розташоване в місті Ладижин Вінницької області, зайняте в галузі виробництва комбікормів, птахівництва та переробки і виробництва м'ясної продукції. Входить до структури агропромислового холдингу «Миронівський хлібопродукт».

## Історія
Підприємство введено в експлуатацію 2012.

## Структура
- Філія «Переробний комплекс»

До складу підрозділу входять 2 виробничі лінії, загальною потужністю 27 тис. голів птиці на годину; цех технічної утилізації; очисні споруди комплексу з переробки курчат-бройлерів; транспортна служба.
- Філія «Птахокомплекс»

До складу підрозділу входять 19 дільниць з вирощування птиці, на кожній з яких по 38 пташників; інкубаторно-птахівнича станція; водофільтрувальна; транспортна служба.